# Grote of Sint-Michaëlskerk (Oudewater)
De Grote of Sint-Michaëlskerk is een gotische hallenkerk in het Utrechtse stadje Oudewater.
De hallenkerk kwam in de 15de eeuw tot stand door de uitbreiding van een gotische kruiskerk, die op zijn beurt in de 13de eeuw een romaanse voorganger had vervangen. De drie beuken worden overdekt door houten tongewelven. De sacristie aan de zuidzijde van het koor dateert uit de 16e eeuw en wordt overdekt door ster- en netgewelven. De kerk is sinds 1572 of 1573 in protestantse handen.
De kerk heeft een 14de-eeuwse toren, de Stadstoren, met een gewolfd zadeldak — een in deze streken ongewoon type — dat bovendien haaks op de kerk staat. De toren had oorspronkelijk een verdedigende functie. In de voet bevindt zich een noord-zuiddoorgang. Het naoorlogse carillon bevindt zich in een dakkapel uit 1601 en vervangt een ouder carillon. Dit oude carillon staat tentoongesteld in de kerk. 
Tot de inventaris behoort een 17de-eeuwse preekstoel, die oorspronkelijk in de  Grote Kerk van Dordrecht stond en tijdens de laatste restauratie (1960-1968) in Oudewater werd geplaatst. Deze preekstoel uit 1592 is een belangrijk stuk van de Hollandse-renaissance ‘Kleinarchitektur’. Vanaf deze preekstoel werden op 6 mei 1619 de Dordtse Leerregels gepresenteerd.
De kerk bezit een gotisch stenen doopvont, dat eeuwenlang begraven is geweest. Tijdens de renovatie van de kerk werd het doopvont teruggevonden onder de bestrating. Het doopvont stond oorspronkelijk in de doopkapel aan de westzijde van de kerk. Deze doopkapel is na de Reformatie afgebroken. De contouren van de kapel zijn aangebracht in de bestrating. 
In de kerk bevindt zich een grafmonument voor de in 1613 alhier begraven wetenschapper Rudolph Snellius.
De kerk beschikt over een 28-stemmig hoofdorgel van Kam en Van der Meulen uit 1840. In 2008 is een Engels 12-stemmig koororgel geplaatst, oorspronkelijk geplaatst in St. Aubin op het eiland Jersey. Vaste bespeler van de orgels is stadsorganist Gerben Mourik.
De kerk is in gebruik bij de Hervormde Gemeente Oudewater-Hekendorp die gelieerd is aan de stroming van de Gereformeerde Bond.

## Afbeeldingen

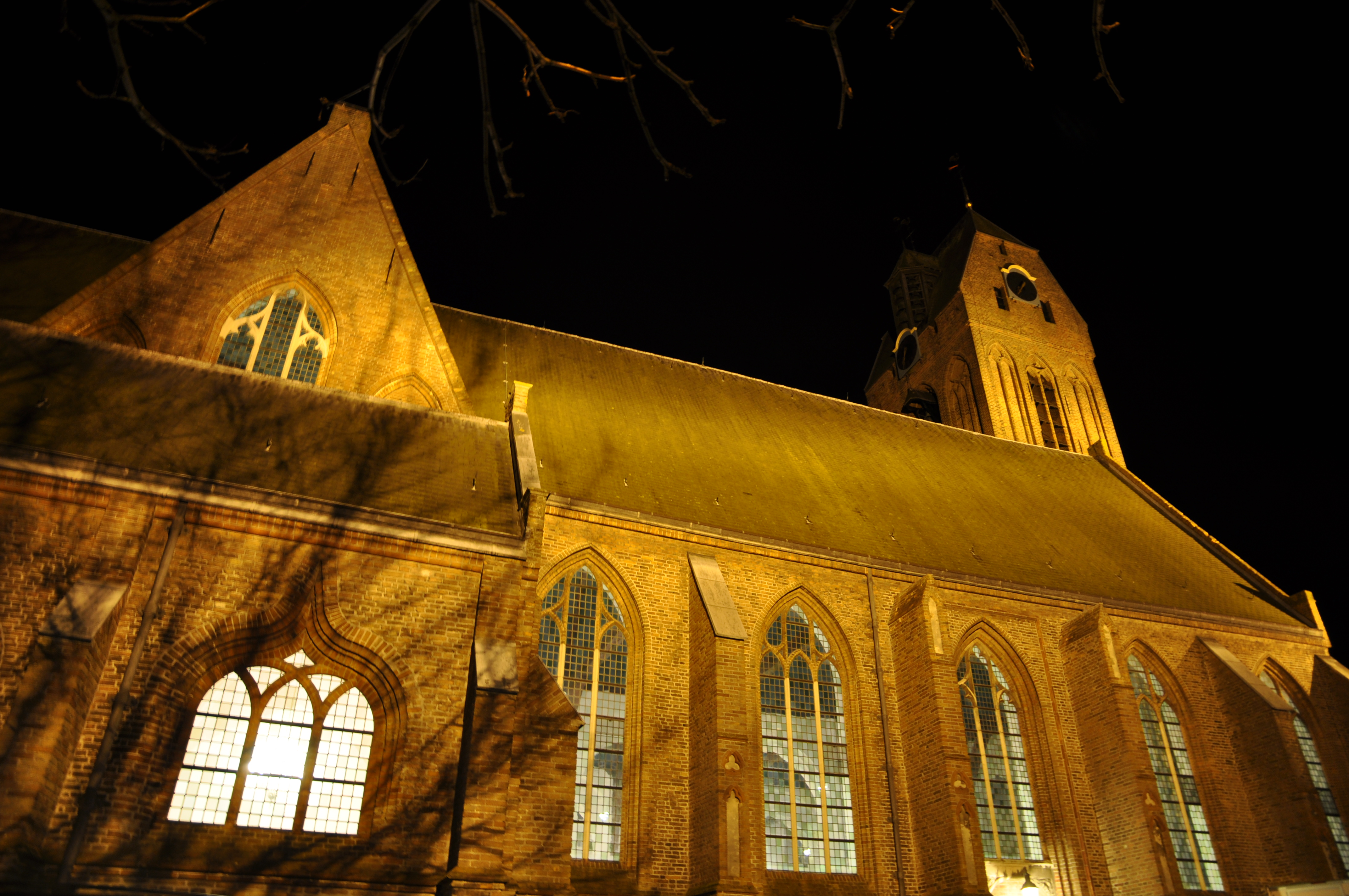
De kerk bij nacht
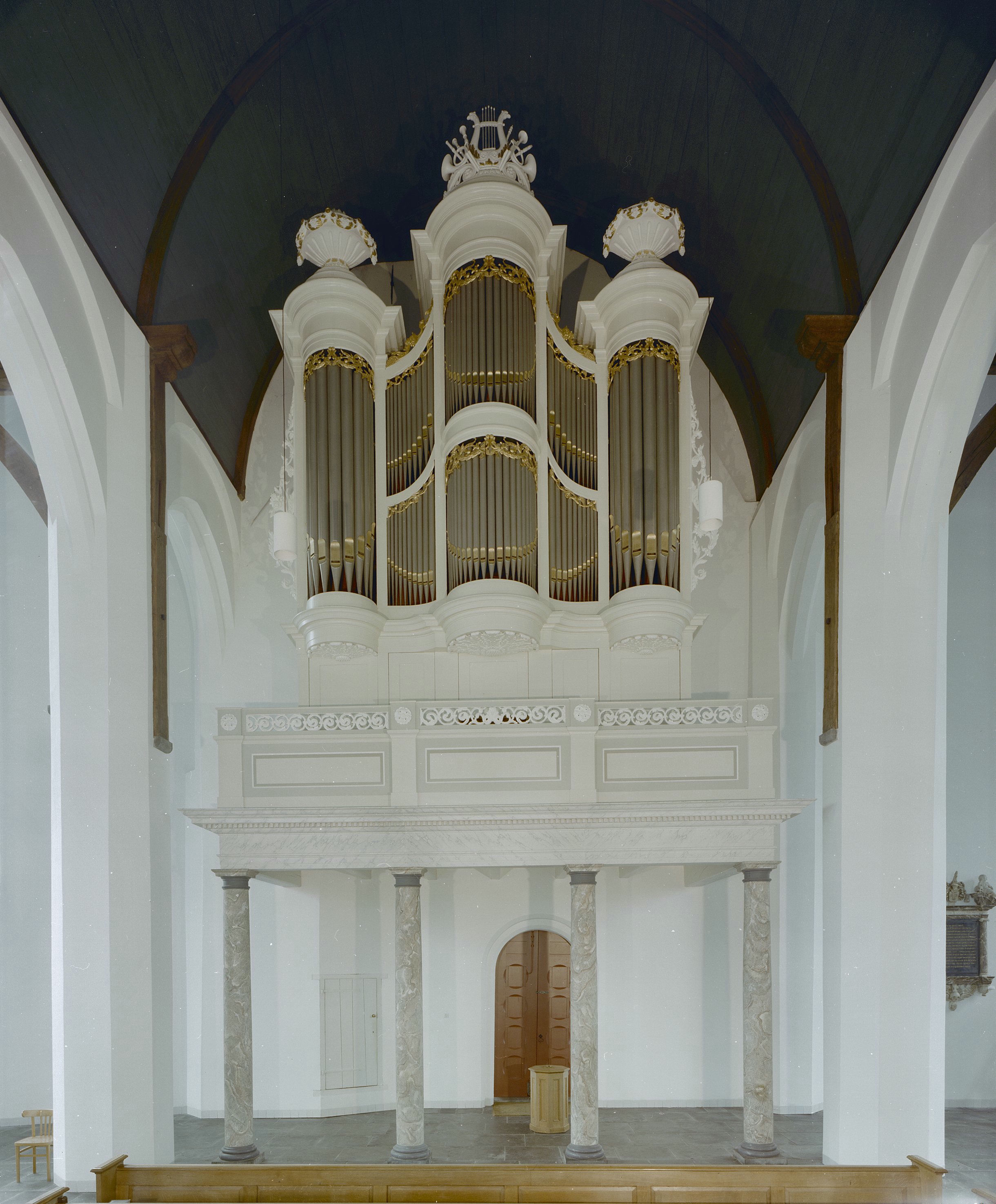
Orgel